# Franks Wild Years
Franks Wild Years (s podtitulem Un Operachi Romantico in Two Acts) je studiové album Toma Waitse, vydané v srpnu 1987 pod značkou Island Records. Jedná se o hudbu ke stejnojmenné divadelní hře, kterou Waits napsal společně se svou manželkou Kathleen Brennan. Album dostalo název podle skladby „Frank's Wild Years“ z alba Swordfishtrombones.

## Seznam skladeb
Autorem všech skladeb je Tom Waits, pokud není uvedeno jinak.
| Strana 1 | Strana 1                          | Strana 1                | Strana 1 |
| Pořadí   | Název                             | Autor                   | Délka    |
| -------- | --------------------------------- | ----------------------- | -------- |
| 1.       | Hang on St. Christopher           |                         | 2:46     |
| 2.       | Straight to the Top (Rhumba)      | Waits, Greg Cohen       | 2:30     |
| 3.       | Blow Wind Blow                    |                         | 3:35     |
| 4.       | Temptation                        |                         | 3:53     |
| 5.       | Innocent When You Dream (Barroom) |                         | 4:15     |
| 6.       | I'll Be Gone                      | Waits, Kathleen Brennan | 3:12     |
| 7.       | Yesterday Is Here                 | Waits, Brennan          | 2:29     |
| 8.       | Please Wake Me Up                 | Waits, Brennan          | 3:36     |
| 9.       | Frank's Theme                     |                         | 1:49     |

| Strana 2 | Strana 2                     | Strana 2     | Strana 2 |
| Pořadí   | Název                        | Autor        | Délka    |
| -------- | ---------------------------- | ------------ | -------- |
| 1.       | More Than Rain               |              | 3:52     |
| 2.       | Way Down in the Hole         |              | 3:30     |
| 3.       | Straight to the Top (Vegas)  | Waits, Cohen | 3:26     |
| 4.       | I'll Take New York           |              | 3:58     |
| 5.       | Telephone Call from Istanbul |              | 3:12     |
| 6.       | Cold Cold Ground             |              | 4:07     |
| 7.       | Train Song                   |              | 3:20     |
| 8.       | Innocent When You Dream (78) |              | 3:08     |

## Obsazení
- Tom Waits – zpěv, pumpovací varhany, optigan, kytara, klavír, Farfisa, mellotron, bicí, perkuse, konga, tamburína
- Marc Ribot – kytara, banjo
- Larry Taylor – baskytara, kontrabas
- Moris Tepper – kytara
- Greg Cohen – baskytara, alt horn, aranže hornů, basové pedály
- David Hidalgo – akordeon
- Kathleen Brennan – aranže vokálů
- Ralph Carney – saxofon, baryton horn, housle, tenorsaxofon
- William Schimmel – klavír, pumpovací varhany, akordeon, basové pedály
- Jay Anderson – baskytara
- Michael Blair – bicí, perkuse, konga, rumba koule, marimba, zvonkohra
- Angela Brown – doprovodný zpěv
- Leslie Holland – doprovodný zpěv
- Lynne Jordan – doprovodný zpěv
- Francis Thumm – preparovaný klavír, pumpovací varhany